# 낫토엔젤
낫토 엔젤(ナットウエンジェル)은 일본의 아이돌 그룹 AKB48의 호리프로 소속 멤버 3명이 전국 낫토 협동조합 연합회로부터의 요청으로 결성한 여성 아이돌 그룹이다.
2010년 7월 5일부터 일부 멤버를 변경해, 후속 유닛인 낫토 엔젤 Z(ナットウエンジェルZ)가 되었다.

## 구성원
낫토 엔젤
- 낫토 엔젤 3호 카사이 토모미
- 낫토 엔젤 2호 이타노 토모미
- 낫토 엔젤 1호 미야자키 미호(AKB48 팀K)

낫토 엔젤 Z
- 낫토 엔젤 Z 2호 니토 모에노(AKB48 팀A)
- 낫토 엔젤 Z 3호 사토 스미레(AKB48 팀A)
- 낫토 엔젤 Z 1호 미야자키 미호(AKB48 팀K)
- 낫토 엔젤 Z 4호 이시다 하루카(AKB48 팀B)

## 음반 목록

### 싱글
1. 낫토 엔젤 (ナットウエンジェル} (2009년 8월 22일, 낫토 엔젤 명의)
2. 낫토 우먼 (ナットウマン}) (2010년 7월 10일, 낫토 엔젤 Z 명의)

## 서적

### 사진집
- 낫토 엔젤 Z 2011년 캘린더 (2010년 9월 30일, 하코로모)